# Розенкранц, Мозес
Мозес Розенкранц (нем. Moses Rosenkranz; 20 июня 1904, Бергомет-на-Пруте, Австро-Венгрия — 17 мая 2003, Каппель, Ленцкирх, Германия) — румынский и немецкий поэт; писал на немецком языке.

## Биография
Родился в бедной неортодоксальной еврейской семье. До Первой мировой войны жил в деревнях между Прутом и Черемошем. Затем была смерть отца, обнищание семьи и скитания в поисках работы.
В 1920-е гг. работал во Франции, в 1930-е — переводчиком королевы Марии Румынской.
В 1941 году в период Холокоста в Румынии был депортирован в концлагерь, откуда бежал в 1944 году. Работал в Красном кресте. В 1947 году был депортирован в Сибирь, 10 лет провёл в ГУЛАГе. По возвращении в Румынию вновь подвергся преследованиям по политическим мотивам.
В 1961 году эмигрировал в Германию. До конца жизни жил в Каппеле, районе общины Ленцкирх. В 1996 году полностью ослеп.
Умер 17 мая 2003 года.

## Творчество
Лирика Розенкранца с её располагающей к себе интонацией и характерной образностью тематически основывается на жизненном опыте автора. Темы большинства стихотворений, написанных между двумя войнами, — картины и быт буковинской деревни. Позже в поэзию Розенкранца вошли темы антисемитизма, Холокоста, тюремного заключения.

## Поэзия
- Жизнь в стихах / Leben in Versen. Czernowitz: H. Pardini, 1930. 127 S.
- Витражные стёкла / Gemalte Fensterscheiben. Cernauti: Literaria, 1936. 61 S.
- Скрижали / Die Tafeln. Cernauti: Literaria, 1940. 48 S.
- На закате: Книга века / Im Untergang. Ein Jahrhundertbuch. Thaur/Innsbruck: Wort-und-Welt Verl.
  - Bd. 1. 1986.
  - Bd. 2. 1988.
- Буковина: Стихотворения 1920—1997 / Bukowina. Gedichte 1920—1997. Zsgest. vom Verf. unter Mitw. von Doris Rosenkranz und George Guțu. Aachen: Rimbaud, 1998. (Texte aus der Bukowina. Bd. 6).
- Видения / Visionen. Hrsg. und mit einem Nachw. von Doris Rosenkranz. Aachen: Rimbaud, 2007. (Texte aus der Bukowina. Bd. 14).